# 814 Tauris
814 Tauris è un asteroide della fascia principale del diametro medio di circa 109,56 km. Scoperto nel 1916, presenta un'orbita caratterizzata da un semiasse maggiore pari a 3,1493414 UA e da un'eccentricità di 0,3093361, inclinata di 21,83521° rispetto all'eclittica.
Il suo nome è un omaggio alla Crimea, di cui l'antico nome greco era Tauride.